# Diócesis de San José del Guaviare
La diócesis de San José del Guaviare (en latín: Dioecesis Sancti Iosephi a Guaviare) es una circunscripción eclesiástica de la Iglesia católica en Colombia. Se trata de una diócesis latina, sufragánea de la arquidiócesis de Villavicencio. Desde el 4 de octubre de 2024 es sede vacante y su administrador diocesano es el presbítero Edgar Liévano Labrador.

## Territorio y organización
La diócesis tiene 42 327 km² y extiende su jurisdicción sobre los fieles católicos de rito latino residentes en el departamento del Guaviare, compuesto por 4 municipios: Calamar, El Retorno, Miraflores y San José del Guaviare.
Limita al norte con la arquidiócesis de Villavicencio y el vicariato apostólico de Puerto Gaitán, al nordeste con el vicariato apostólico de Puerto Carreño, al este con el vicariato apostólico de Inírida, al sureste con el vicariato apostólico de Mitú, al suroeste con la diócesis de San Vicente del Caguán y el vicariato apostólico de Puerto Leguízamo-Solano y al noroeste con la diócesis de Granada.
La sede de la diócesis se encuentra en la ciudad de San José del Guaviare, en donde se halla la Catedral de San José.
En 2022 en la diócesis existían 17 parroquias agrupadas en 2 zonas pastorales: Urbana y Rural.

## Historia
El vicariato apostólico de San José del Guaviare fue erigido el 19 de enero de 1989 mediante la bula Tum novas utile del papa Juan Pablo II, obteniendo el territorio de la prefectura apostólica de Mitú (hoy vicariato apostólico de Mitú).
El 29 de octubre de 1999 el vicariato apostólico fue elevado al rango de diócesis con la bula Inter cetera del propio papa Juan Pablo II.
Originalmente sufragánea de la arquidiócesis de Bogotá, el 3 de julio de 2004 la diócesis pasó a formar parte de la provincia eclesiástica de la arquidiócesis de Villavicencio.

## Estadística
Según el Anuario Pontificio 2023 la diócesis tenía a fines de 2022 un total de 102 240 fieles bautizados.
| Año                                                                             | Población            | Población | Población      | Sacerdotes | Sacerdotes    | Sacerdotes    | Bautizados por sacerdote | Diáconos permanentes | Religiosos | Religiosos | Parroquias |
| Año                                                                             | Bautizados católicos | Total     | % de católicos | Total      | Clero secular | Clero regular | Bautizados por sacerdote | Diáconos permanentes | Varones    | Mujeres    | Parroquias |
| ------------------------------------------------------------------------------- | -------------------- | --------- | -------------- | ---------- | ------------- | ------------- | ------------------------ | -------------------- | ---------- | ---------- | ---------- |
| 1990                                                                            | 110 000              | 120 000   | 91.7           | 12         | 7             | 5             | 9166                     |                      | 5          | 4          | 9          |
| 1999                                                                            | 100 000              | 120 000   | 83.3           | 17         | 17            |               | 5882                     | 3                    |            | 4          | 12         |
| 2000                                                                            | 100 000              | 140 000   | 71.4           | 18         | 18            |               | 5555                     | 3                    |            | 4          | 12         |
| 2001                                                                            | 100 000              | 140 000   | 71.4           | 18         | 18            |               | 5555                     | 3                    |            | 4          | 12         |
| 2002                                                                            | 105 000              | 145 000   | 72.4           | 20         | 20            |               | 5250                     | 3                    |            | 6          | 15         |
| 2003                                                                            | 103 500              | 115 000   | 90.0           | 28         | 28            |               | 3696                     | 3                    | 3          | 4          | 15         |
| 2004                                                                            | 108 500              | 120 000   | 90.4           | 23         | 23            |               | 4717                     | 3                    |            | 4          | 15         |
| 2010                                                                            | 118 000              | 121 000   | 97.5           | 16         | 16            |               | 7375                     | 2                    | 2          | 13         | 15         |
| 2014                                                                            | 121 000              | 126 600   | 95.6           | 16         | 16            |               | 7562                     | 1                    | 2          | 9          | 15         |
| 2017                                                                            | 125 200              | 130 965   | 95.6           | 19         | 18            | 1             | 6589                     | 1                    | 3          | 8          | 15         |
| 2020                                                                            | 105 985              | 112 750   | 94,0           | 22         | 19            | 3             | 4817                     | 1                    | 3          | 8          | 16         |
| 2022                                                                            | 102 240              | 113 600   | 90.0           | 24         | 20            | 4             | 4260                     | 1                    | 4          | 11         | 17         |
| Fuente: Catholic-Hierarchy, que a su vez toma los datos del Anuario Pontificio. |                      |           |                |            |               |               |                          |                      |            |            |            |

## Episcopologio
- Belarmino Correa Yepes, M.X.Y. † (19 de enero de 1989-17 de enero de 2006 retirado)
- Guillermo Orozco Montoya (17 de enero de 2006-2 de febrero de 2010 nombrado obispo de Girardota)
- Francisco Antonio Nieto Súa (2 de febrero de 2011-26 de junio de 2015 nombrado obispo de Engativá)
- Nelson Jair Cardona Ramírez (7 de mayo de 2016-4 de octubre de 2024 nombrado obispo de Pereira)